# 日下部辨二郎

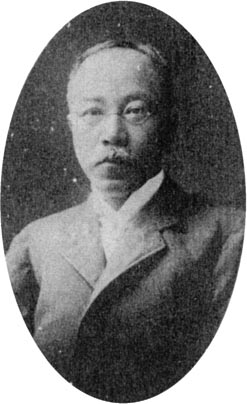
日下部辨二郎

日下部 辨二郎（弁二郎、くさかべ べんじろう、文久元年2月30日（1861年4月9日） - 1934年（昭和9年）1月22日）は、明治から昭和時代の土木技師、実業家。旧姓は巌谷。

## 経歴・人物
書家・巖谷一六の次男として近江国甲賀郡水口村（現・滋賀県甲賀市水口町水口）に生まれる。1882年（明治15年）日下部鳴鶴の養子となり、1902年（明治35年）家督を相続する。
1868年（明治元年）京都に出て、富岡鉄斎や神山鳳陽に学び、翌年の1869年（明治2年）上京し、育英義塾にて英語を学ぶ。1874年（明治7年）開成学校に入り、1880年（明治13年）東京大学理学部を卒業し、理学士の称号を得る。のち1901年（明治34年）工学博士。
卒業後は、内務省土木局に入り、1886年（明治19年）内務五等技師、1891年（明治24年）第5区（広島）土木監督署長、1896年（明治29年）第7区（熊本）土木監督署長を経て、1898年（明治31年）第1区（東京）土木監督署長となる。この間、北上川、淀川、吉野川、利根川の各改修および浦戸港、高松港、宇野港の築港などに関与する。ほか、日本橋の設計の合議決定者を務めた。
1900年（明治33年）土木工学の研究のため欧州に渡り、1902年（明治35年）東京市土木局技師長、1905年（明治38年）東京土木出張所長を経て、翌年の1906年（明治39年）東京市土木局長・技師長に就任。1914年（大正3年）退官し、実業界に入り、大正砂利会社取締役、東京鉄筋コンクリート社長を歴任。ほか、工学院院長、東京市区改正臨時委員、鉱害調査委員なども務めた。
1923年（大正12年）の関東大震災により工手学校が全焼した際は、その再興に尽力した。

## 親族
- 父：巖谷一六（書家）[2]
- 養父：日下部鳴鶴（書家）[2]
- 兄：巌谷立太郎（鉱山学者）[6]
- 弟：巖谷小波（作家）[2]
- 養子：金三郎（陸軍中佐・白井胤良の三男）[2][7]
- 養妹：幸子（貴族院多額納税者議員・松村脩平の養子となる）[2][8]